# パドルボード
パドルボード（Paddleboard）は、ウォータースポーツの一つ。板状の浮力体（サーフボード）の上に乗って、手を使って漕ぎ、海などの水面を進む。

## 歴史
ボードに乗って海で遊ぶ、いわゆるボードライディングは、太平洋のポリネシアの島々で伝統的に行われてきた。
キャプテン・クックが初めてハワイ諸島に到達した時、ハワイアン達はボードにのって沖に漕ぎ出し、沖合のウネリや、海岸沿いのサーフブレイクを使って、水面を滑る、いわゆる波乗り（サーフィン）を嗜んでいたことが記録されている。
ボードライディングにおいては、パドリングの技量や体力が必須であり、この部分に注目して進化したのが、パドルボードである。

## 種目
ボードを用いたパドリング種目として、大きく二種類ある。

### プローンパドルボード(Prone Paddleboard）、プローンボード(Proneboard)
プローン（うつ伏せ）の姿勢でボードに乗って左右交互に漕ぐのが、パドルボードの基本形。よりスピードを高める目的で、正座の姿勢で座り、両手で漕ぐニーリング（膝立ち）の姿勢で漕ぐ方法（ニーパドル）もある。
ハワイ、カリフォルニアなどでは、細長く、ラウンドボトムの形状のボードを用いたトレーニングやレースが盛んに行われている。レース種目としては、ボードの長さが12フィート（Stock Class）、14フィート、無制限のUnlimitedの3種類を用いた、数km〜数十kmの長距離で競われるマラソン型レースが中心である。
有名なレースとしては、ハワイ モロカイ島〜オアフ島の海峡横断するM2O、カリフォルニアのカタリナ島を周回するCatalina Classicなどが知られている。
ライフガード、ライフセーバーのレース種目として、ビーチスタートの折り返しコースで競われるパドルボード種目もよく知られている。レースでは、13歳以下の子ども向けのNipper（ボード長さが6フィート6インチ）、16歳以下のジュニア向けのCadet（ボード長さが8フィート10インチ）、オープンのMalibu（ボードの長さが10フィート6インチ）が用いられる。

### スタンドアップパドルボード(Standup Paddleboard)、サップ(SUP)
カヌー等に用いるのと同等のパドルを使って、ボードを漕ぐ。主にボードの上に立つスタンドアップのスタイルで漕ぐので、スタンドアップ・パドルボードと呼ばれる。

## 道具

### 12フィート　ストックボード (12' Stock Board)
一般的にプローンパドルボードのレースで用いられるのが、長さ12フィートでパドリング用に排水量型のボトム形状を持ったボード。

### 14フィート　レースボード (14' Race Board)
長距離で競われるマラソンレースで、よりスピードを確保するために長さを確保したレース用プローンパドルボード。

### アンリミテッド　レースボード (Unlimited Race Board)
海峡横断レースなど、数十kmに及ぶマラソンレースで用いられる、長細いスピード重視のプローンパドルボード。19ftくらいの長さで、足でコントロールできるラダーシステムを搭載していることが多い。

### ニッパーボード (Nipper Board)
元々は、オーストラリアのサーフ・ライフセービング協会（SLSAA: Surf Life Saving Association of Australia)の規格として設定された、6フィート6インチの長さの子供用パドルボード。スポンジ素材で作られたソフトタイプと、コンポジット素材のハードタイプがある。

### SLSマリブボード (SLS Malibu Board)
SLSAAの規格として設定された、10フィート6インチの長さのパドルボード。ビーチスタートして沖ブイを周回し、最後は波に乗ってゴールするサーフレース用途に特化して進化してきた。

### SLSレスキューボード (SLS Rescue Board)
SLSAAの規格として設定された、パトロールや救助に用いる目的のパドルボード。

### ハワイアンライフガードボード (Hawaiian Lifeguard Board)
主にハワイのビーチで用いられる、よりサーフボードに近い形状のレスキューボード。